# Ludwig-Musser

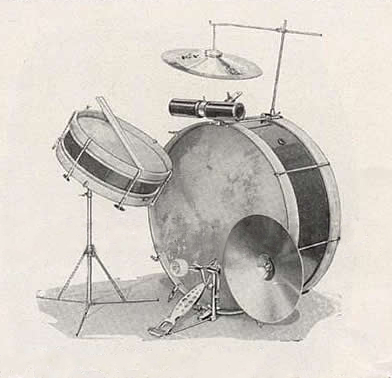
Zestaw perkusyjny firmy Ludwig z 1918 roku

Ludwig-Musser – marka instrumentów perkusyjnych należąca do firmy Conn-Selmer – pododdziału konglomeratu Steinway Musical Instruments. Firma powstała na początku XX w. w Chicago w Stanach Zjednoczonych z inicjatywy braci Ludwig – Williama i Theobaldnera.
Na instrumentach firmy Ludwig grają m.in. tacy muzycy jak: Joey Kramer (Aerosmith), Roger Taylor (Queen) oraz Jason Bonham (Black Country Communion).